# 시가라키 고원 철도 열차 충돌 사고

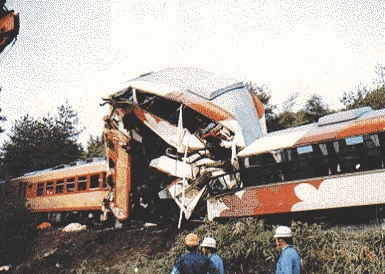

시가라키 고원 철도 열차 충돌 사고(信楽高原鐵道衝突事故)는 일본 시가현 시가라키정(현재 고카시)에서 1991년 5월 14일에 발생한 철도 사고이다. 시가라키 고원 철도 (SKR) 열차와 서일본 여객철도 (JR 서일본) 열차가 정면 충돌하여 42명이 사망하고 614명이 부상당했다. JR 후쿠치야마선 탈선 사고가 발생한 2005년 이전까지는 161명이 사망한 1963년 쓰루미 사고 이후 일본에서 가장 치명적인 철도 사고였다.

## 사고
사고는 1991년 5월 14일 현지 시간 10시 35분 (UTC 1시 35분)에 SKR 시가라키선 오노타니 신호장과 시가라키구시역 사이에서 발생했다.
교토역에서 시가라키역으로 가는 JR 서일본 특별 쾌속 열차 (501D)가 구사쓰선에서 기부카와역으로 진입하여 당시 시가라키정에서 열리고 있던 세계 도자기 축제에 716명의 승객을 수송하고 있었다.
반대 방향으로 가는 SKR 보통 열차 (534D)는 빨간 신호등에도 불구하고 시가라키를 출발하여 기부카와역으로 향했다.
오노타니 신호장(小野谷信号場)은 단선 구간에서 두 열차가 안전하게 통과할 수 있는 유일한 지점이었지만, JR 서일본 열차는 접근하는 SKR 열차에도 불구하고 녹색 신호등을 받아 이미 해당 신호장을 통과했다. 이 신호장은 사고 이후 비활성화되었다.

## 원인
사고의 주요 원인은 SKR 관계자가 동쪽으로 가는 SKR 열차가 위험한 신호 통과를 허용한 것과 서쪽으로 가는 JR 서일본 열차가 오노타니 신호장을 통과하도록 허용한 연동 장치의 고장이었다. SKR과 JR 서일본 모두 신호 시스템에 대해 독립적으로 무단으로 개조했으며, 이로 인해 SKR 직원이 빨간 신호등에 반하는 열차를 보내게 되고, 접근하는 SKR 열차가 신호등을 빨간색으로 바꿔야 할 때 JR 서일본 열차에 녹색 신호등을 보여주는 결함 있는 배선이 발생했다.

## 여파

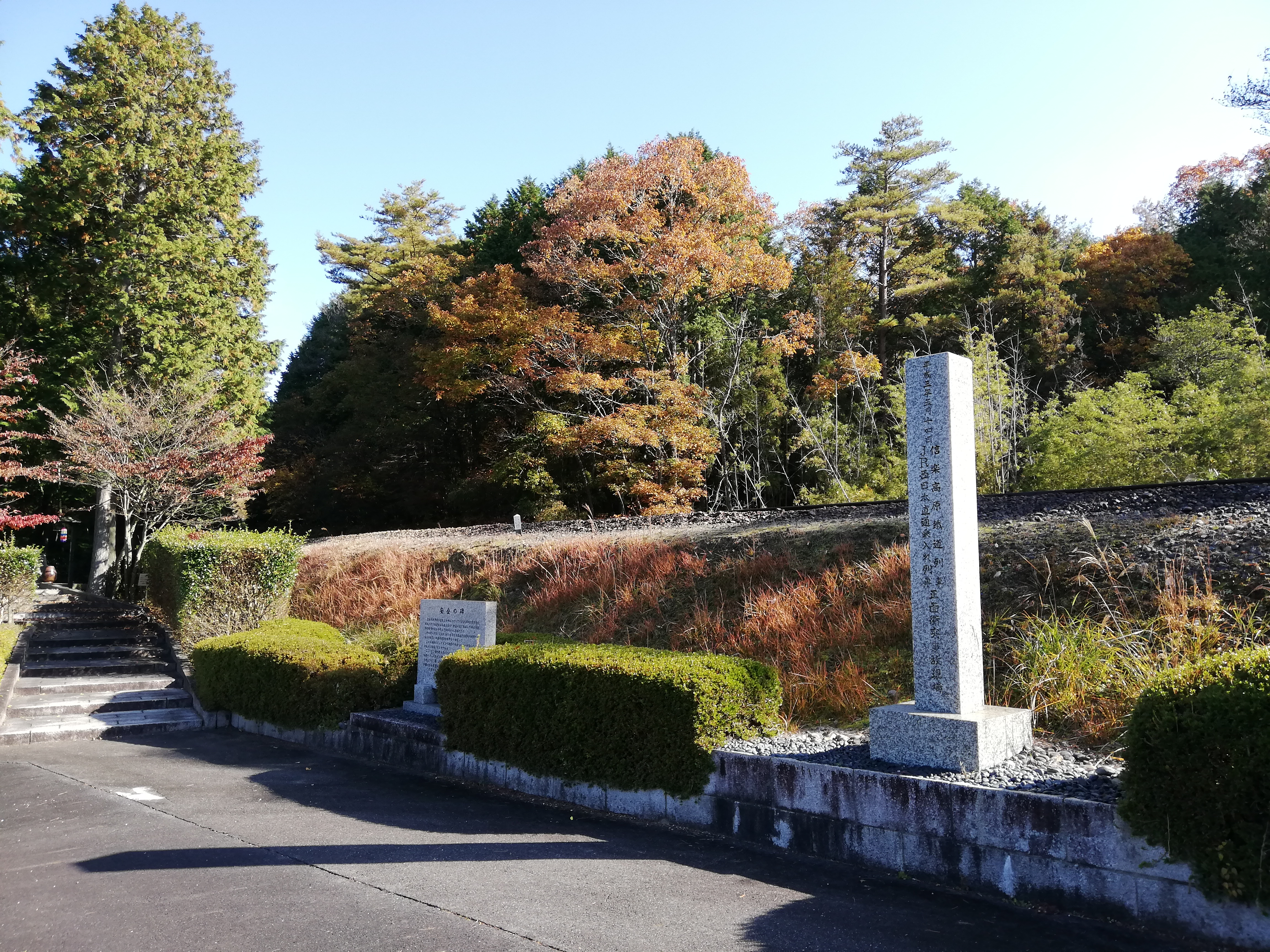
사고 현장의 추모비

SKR은 시가현과 일본 국토교통성이 조사를 진행하는 동안 여객 서비스를 중단했으며, 서비스는 1991년 12월까지 재개되지 않았다. 서비스가 재개되었을 때 오노타니 신호장을 통과 지점으로 사용하는 것은 중단되었다. 그 결과 서비스 빈도는 시간당 두 번에서 시간당 한 번으로 줄어들었고, 한 번에 한 방향으로만 운행되었다.
1999년에 두 회사는 열차 사고 피해자에 대한 과실 (부주의) 혐의로 고소당했다. 같은 해에 두 회사는 오쓰시 지방법원에서 재판을 받았다. 2002년 오사카시 고등법원에서 서일본 여객철도는 과실 유죄 판결을 받았다. 그러나 서일본 여객철도는 고등법원 판결에 대해 항소하지 않았다.
JR 서일본은 시가라키선으로의 직통 열차 운행을 중단했으며, 다른 JR 그룹 회사들도 사설 및 제3섹터 철도 노선으로의 비정규 직통 열차 운행을 유사하게 중단했다.
5월 26일까지 계속될 예정이었던 세계 도자기 축제는 사고 다음날 취소되었다.

## 같이 보기
- 철도 사고 목록